# Puente de Mostar
El Puente Viejo (Stari Most o Стари Мост) es uno de los monumentos históricos más famosos de la antigua Yugoslavia. El puente, junto al barrio circundante en la ciudad vieja de Mostar, forma parte del Patrimonio de la Humanidad desde 2005. Se encuentra ubicado en la ciudad herzegovina de Mostar, a orillas del río Neretva.
Uno de los episodios más simbólicos de la Guerras yugoslavas (1991-2001) fue la destrucción del Puente Viejo de Mostar en 1993. El incidente supuso el era fin de varios siglos de convivencia entre comunidades religiosas en la localidad.
El puente otomano da nombre a la ciudad (most significa «puente» en idioma bosnio).

## Historia

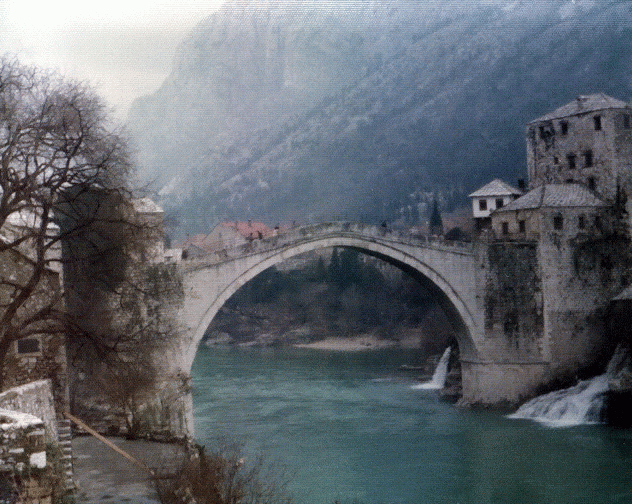
El puente original en los años 1970.

El puente, que databa originalmente del siglo XVI, siempre ha sido considerado como un símbolo de la época otomana de Bosnia y Herzegovina. Fue el Sultán Solimán el Magnífico quien encargó su construcción al arquitecto Mimar Hajrudin, discípulo de Mimar Sinan, que fijó los fundamentos de lo que sería la arquitectura del Imperio Otomano.
El puente resistió durante cuatro siglos a terremotos, inundaciones y a guerras. En la Segunda Guerra Mundial lo atravesaron incluso los Panzer de la Alemania nazi.

### Destrucción
Este puente entre la orilla musulmana y la croata católica de Mostar no resistió los bombardeos de las fuerzas croatas y cayó sobre el río, a pesar del llamamiento que había hecho la comunidad internacional para que no fuera destruido. 
Fue volado durante la guerra de Bosnia el 9 de noviembre de 1993 a las 10:15 horas.
El puente se convirtió así en un símbolo del conflicto que entre 1992 y 1995 dejó más de 200 000 muertos.
Slobodan Praljak, el comandante del Consejo Croata de Defensa que había ordenado su destrucción, se suicidó en 2017 ante el tribunal Tribunal Penal Internacional para la ex-Yugoslavia (TPIY) que ratificaba su condena a 20 años de prisión por dicha acción, así como por otros cargos.

### Reconstrucción

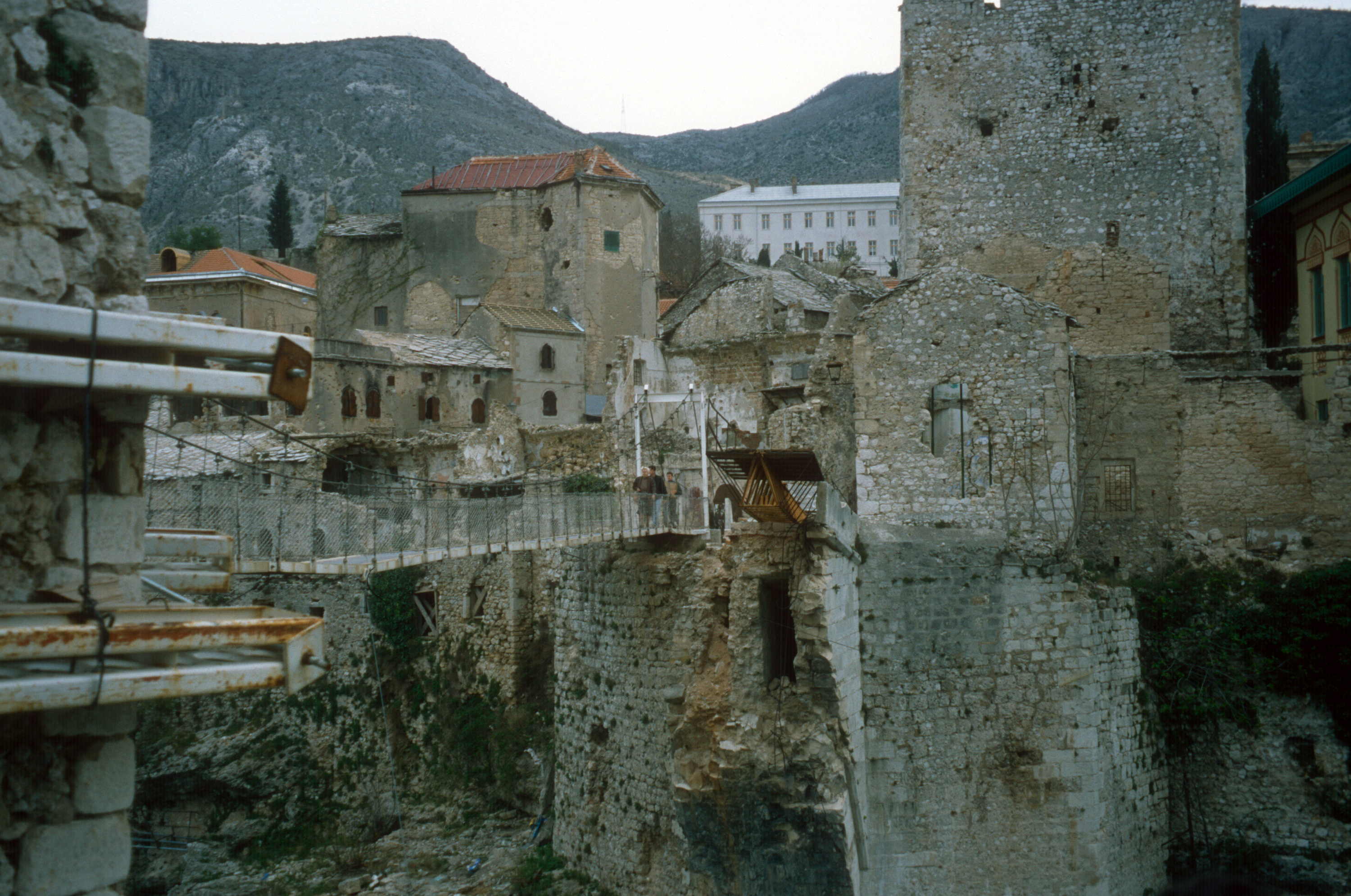
Tras su destrucción, fue reemplazado temporalmente por un puente colgante.

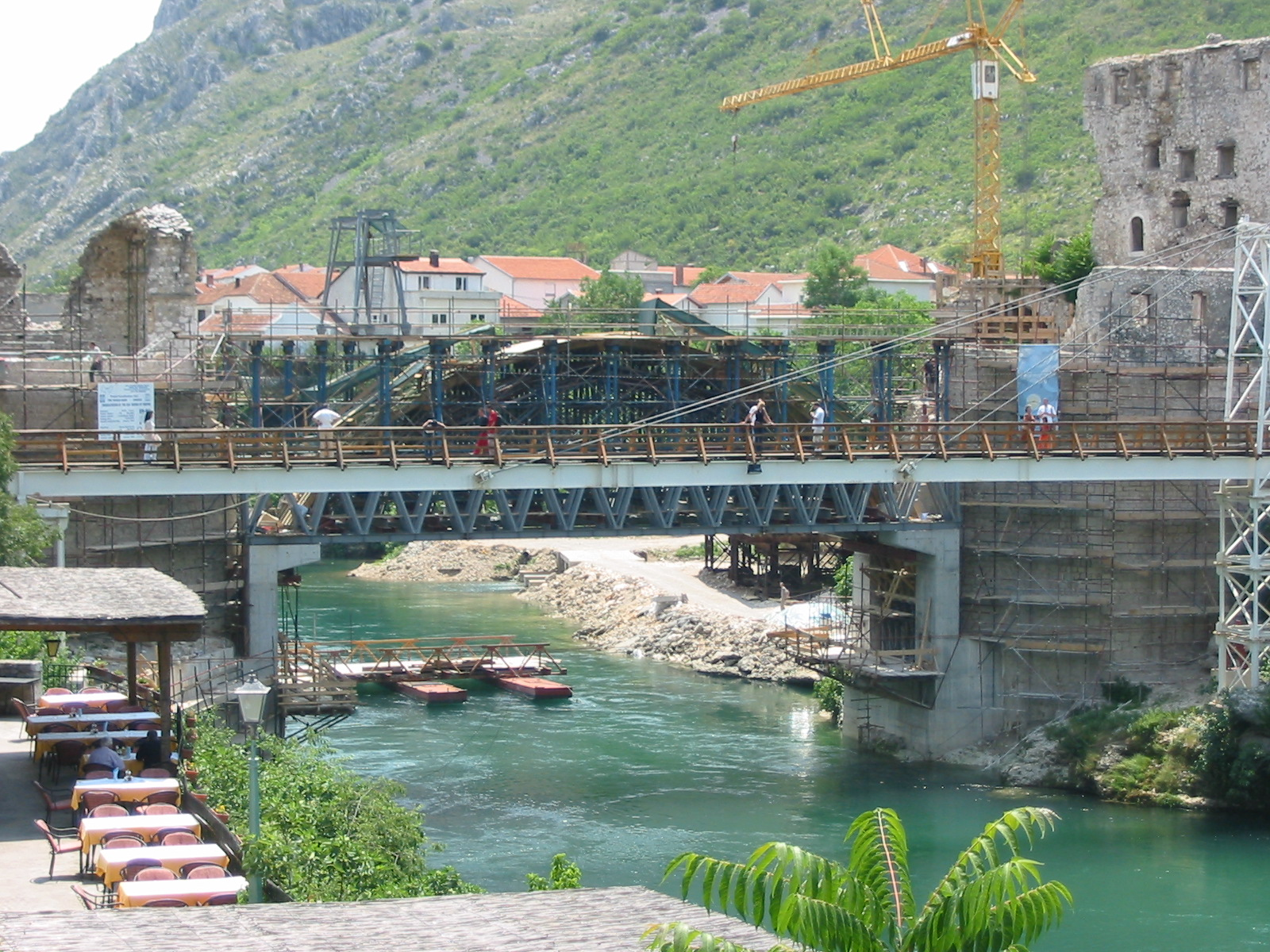
Los trabajos de reconstrucción del puente en 2003.

Con la llegada de la paz se iniciaron los trabajos de reconstrucción, bajo la colaboración de la Unesco y de organizaciones de rescate del Patrimonio de la Humanidad. Un largo trabajo, que se prolongó durante años, llevó a levantar según los antiguos métodos y tradiciones el nuevo puente y sus edificios aledaños.
La Unesco se encargó de coordinar el grupo de expertos que durante años llevó a cabo la supervisión técnica y científica de los trabajos y, aunque se trata de una réplica fiel, el color de la piedra denota una marcada diferencia con el original. No se llegó a utilizar ninguna piedra recuperada del viejo puente, al no ser suficientes.
El 23 de julio de 2004 se reinauguró el puente como símbolo de la reconciliación nacional en Bosnia y Herzegovina. El acto congregó a más de cien personalidades mundiales, entre ellas el príncipe Carlos de Gales y el comisario europeo de Asuntos Exteriores, Chris Patten, quien destacó que «la Unión Europea no puede eludir su parte de culpa» por lo que sucedió en la guerra de Bosnia. «Teníamos que haber hecho más y más pronto», agregó. La ceremonia, presidida por un cierto caos organizativo ante la numerosa afluencia de delegaciones y de medios de comunicación europeos, estuvo protegida por más de 1700 policías bosnios apoyados por la fuerza SFOR de la OTAN.
Desde el fin de la guerra hasta el comienzo de las obras de reconstrucción, ambos lados de la ciudad permanecieron unidos gracias a un puente provisional construido por ingenieros militares españoles destinados en Bosnia y Herzegovina como parte de la misión de paz de la ONU.

"No olvides 1993"
Una piedra que figura a cada lado del puente.

Financiamiento
Los 15,4 millones de dólares que costó su reconstrucción, fueron aportados, entre otros, por los gobiernos de Croacia, Italia, Turquía, y los Países Bajos. El Banco Mundial dio 4 millones de dólares, mientras que la Unión Europea y el Gobierno francés aportaron los equipos técnicos necesarios.

## Características
Tiene una anchura de 4 m, una longitud de 30 m, 28 metros de luz de su arco y una altura sobre el río Neretva de unos 20 m.. Lo flanquean dos torres, la Torre Halebija y la Torre Tara, añadidas en el siglo XVII.

## Tradición de los saltos sobre el río Neretva
En la ciudad de Mostar, saltar desde el puente es una prueba de coraje que data de más de 400 años. El primer relato escrito de hombres que saltaron del puente hacia las aguas del Neretva proviene del explorador otomano del siglo XVII Evliya Çelebi, quien escribió que, visto desde la distancia, el puente «se ve redondo como un arco del que una flecha acaba de volar, y el arco se congeló». Dijo que los clavadistas «corren antes de saltar desde el puente, caer al río y volar por el aire como pájaros realizando trucos».
Con la reconstrucción del puente volvió la costumbre de los saltos desde su cima. El concurso que se celebra cada verano atrae a decenas de competidores nacionales e internacionales y varios miles de espectadores.